# Ambasciata d'Italia a Pretoria
L'ambasciata d'Italia a Pretoria è la missione diplomatica della Repubblica Italiana nella Repubblica del Sudafrica. Essa è accreditata anche in Madagascar, Lesotho, Mauritius e Namibia.
La sede è a Pretoria (capitale amministrativa), nel quartiere di Arcadia. La residenza si trova invece nel quartiere di Waterkloof.
La missione in Sudafrica dispone inoltre di una cancelleria ed una residenza a Città del Capo (capitale legislativa). La cancelleria è situata nel centro della città, in una palazzina che comprende anche il Consolato d'Italia. La residenza risale al 1920 e si trova nel quartiere di Bishopscourt.

## Altre sedi diplomatiche dipendenti
Oltre l'ambasciata a Pretoria, esiste una rete consolare italiana, divisa in tre circoscrizioni consolari, dipendenti dalla Cancelleria consolare dell'ambasciata, dal Consolato Generale a Johannesburg e dal Consolato a Città del Capo:
| Tipologia               | Sede           | Zona di competenza |
| ----------------------- | -------------- | --- |
| Sezione consolare       | Pretoria       | Municipalità metropolitana di Tshwane. È inoltre competente per Lesotho, Madagascar, Mauritius e Namibia. |
| Consolato onorario      | Antananarivo   | Madagascar (tutto il territorio nazionale eccetto le regioni di Diana, Sava e Sofia) |
| Consolato onorario      | Nosy Be        | Madagascar (regioni di Diana, Sava e Sofia) |
| Consolato onorario      | Port Louis     | Mauritius |
| Consolato onorario      | Windhoek       | Namibia |
| Consolato Generale      | Johannesburg   | Gauteng (esclusa Tshwane), Stato libero, Mpumalanga, Nordovest, KwaZulu-Natal e Limpopo. |
| Consolato onorario      | Durban         | KwaZulu-Natal |
| Consolato               | Città del Capo | Capo Occidentale, Capo Orientale e Capo Settentrionale. |
| Vice Consolato onorario | Port Elizabeth | Municipalità metropolitana di Nelson Mandela Bay, Municipalità distrettuale di West Coast e Municipalità locale di Inxuba Yethemba |
| Vice Consolato onorario | East London    | Municipalità metropolitana di Buffalo City, Municipalità distrettuale di Amatole, Municipalità distrettuale di O. R. Tambo, Municipalità distrettuale di Alfred Nzo (eccetto la Municipalità locale di Umzimkhulu), Municipalità locale di Okhahlamba e Municipalità distrettuale di Chris Hani (eccetto la Municipalità locale di Inxuba Yethemba) |